# Direct Market Access
Als Direct Market Access (DMA) werden Systeme bezeichnet, die Broker oder Wertpapierhandelsunternehmen (Sell-Side-Firmen) direkt mit den wichtigsten Wertpapiermärkten verbinden.
Endkunden oder sogenannte Buy-Side-Firmen erlangen über eine Sell-Side-Firma mit DMA direkten Zugang zu den Märkten, an denen in den jeweiligen Wertpapieren der höchste Umsatz stattfindet. Die Käufer nutzen zwar die Infrastruktur (zum Beispiel das Handelssystem) des Intermediärs auf der Sell-Side, haben aber direkten Zugriff auf die Kurse und Spreads der Leitbörsen, mit denen sie über DMA verbunden sind.
So greifen DMAs zum Beispiel auf große und liquide Handelsplätze wie Xetra, die Londoner Börse oder NASDAQ zurück. Gleichzeitig ermöglichen einige DMA-Systeme aber auch einen Zugang zu alternativen Handelsplätzen wie den multilateralen Handelssystemen (MTF).

## Vorteile
Für die Buy-Side-Firmen oder Privatanleger hat die Wahl eines Brokers mit DMA-Marktzugang im Vergleich zu einem Broker, der lediglich selbst als Market Maker fungiert, folgende Vorteile:
- DMA-Plattformen bieten niedrige Transaktionskosten aus folgenden Gründen:
  - DMAs, die auf mehrere Börsen und Handelsplätze zurückgreifen, routen die Orders immer direkt an die Leitbörsen und dort an den Handelsplatz mit dem besten Kurs weiter.
  - Durch die höhere Liquidität sind die Spreads an den großen Handelsplätzen enger. Dadurch ist in der Regel sowohl eine schnellere als auch eine günstigere Ausführung gewährleistet.
- Durch die direkte Routing an liquide Börsen werden die Orders schneller platziert und auch schneller ausgeführt.
- Dem Händler steht der Einblick in das echte Orderbuch der Börse mit Markttiefe zur Verfügung (das sogenannte Level 2). Hier erhält die Buy-Side Informationen zu Handelsvolumen und Kursstellungen, die sonst nur dem Market Maker zur Verfügung stehen.

## Entwicklung
DMA wurde zuerst von unabhängigen Sell-Side-Firmen angeboten, doch die hohe Akzeptanz auf der Buy-Side hat zunehmend dazu geführt, dass auch etablierte Sell-Side-Firmen den Handel über DMA anbieten.
Neben dem Devisenhandel ist vor allem der Handel mit Differenzkontrakten prädestiniert für DMA, da es besonders bei gehebelten Produkten auf eine schnelle und richtige Kursstellung ankommt.